# Покальчук Юрій Володимирович
Ю́рій Володи́мирович Покальчу́к (24 січня 1941, м. Кременець — 10 вересня 2008, Київ) — український письменник, перекладач, науковець, кандидат філологічних наук, голова міжнародного відділу Спілки письменників України. Був членом літературного гурту «Пси святого Юра». Організатор і керівник музичного гурту «Вогні великого міста», який виконує пісні на його тексти. Був найстаршим учасником мистецького об'єднання «Остання Барикада».

## Біографія

Останній виступ. Фестиваль «Київські Лаври» (2008)

Народився 24 січня 1941 в Кременці (Тернопільська область, Україна, тоді УРСР, СРСР).
Дитинство і юність провів у Луцьку, де закінчив школу, Луцький педінститут. Потім навчався в Ленінградському університеті на факультеті східних мов.
Від 1969 — в місті Київ. 1969—1976 — молодший науковий співробітник Інституту літератури АН УРСР.
- З 1976 — член Спілки письменників України.
- З 1994 до 1998 — голова іноземного відділення Спілки письменників України.
- 1997—2000 — президент Асоціації українських письменників.
- 2000—2002 — член Національної ради з питань телебачення і радіомовлення.

1992—2000 — ст. н. с. відділу зарубіжної україніки Національної бібліотеки України ім. В. Вернадського. 1994—1998 — голова іноземного відділу СПУ. Президент (1997—2000), віцепрезидент, член Координаційної ради АУП.
З жовтня 2007 вів свій власний блог [Архівовано 17 листопада 2015 у Wayback Machine.].

Могила Юрія Покальчука

Помер на 68-му році життя 10 вересня 2008 від раку в Києві. Похований на Байковому кладовищі (ділянка № 33, 50°25′8.90″ пн. ш. 30°30′9.90″ сх. д. / 50.4191389° пн. ш. 30.5027500° сх. д.).
На знак пошани до Юрія Покальчука Мистецьке об'єднання «Остання Барикада» кілька років поспіль проводило літературно-мистецькі фестивалі «Київська Барикада імені Юрка Покальчука».

### Родина
Син відомого літературознавця, українського діалектолога, краєзнавця, педагога, дослідника життя і творчості Лесі Українки, філолога, викладача Луцького державного педагогічного інституту імені Лесі Українки (нині — ВНУ ім. Лесі Українки) Володимира Покальчука. Старший брат письменника та психолога Олега Покальчука. Онук статського радника, діяча УНР Павла Тушкана. Батько правознавиці, правозахисниці Оксани Покальчук.

## Творчість
У колишньому СРСР був першим перекладачем творів славетного аргентинського письменника-культуролога Хорхе Луїса Борхеса. Перекладав Хемінгуея, Селінджера, Борхеса, Кортасара, Амаду, Маріо Варгаса Льйосу, Кіплінга, Рембо та багато інших, написав 17 художніх книг. Знав 11 іноземних мов, вільно володів польською, англійською, іспанською, французькою мовами.
Автор літературно-критичних праць, 5 збірників поезій, 15 збірників повістей та оповідань, роману «І зараз, і завжди…» (1980, 1981, 1985), книги «Українці у Великій Британії» (1999), перекладів творів Ж. Амаду, Х. Л. Борхеса, Х. Кортасара, Р. Кіплінга, А. Рембо та ін., публіцистичних статей. Праця «Сучасна латиноамериканська проза» (1978) за радянських часів була єдиною україномовною монографією про латиноамериканську літературу.
Автор сценаріїв і співпостановник телефільмів. Понад 16 років опікувався малолітніми в'язнями, для яких видавав часопис «Горизонт». У серпні 1996 відвідав місто Бучач як консультант документального фільму «Аґнон» про Ш. Й. Аґнона (1999 року отримав 1-у премію на кінофестивалі в Палермо, Італія).

### Переклади Ю. Покальчука
Юрко Покальчук знав понад десяток іноземних мов. Серед авторів та творів, що вийшли у перекладі Юрка Покальчука:
- Ернест Хемінгуей
- Джером Селінджер (Френні)
- Хорхе Борхес
- Хуліо Кортасар
- Жоржі Амаду
- Варґас Льоса
- Редьярд Кіплінг
- Артюр Рембо
- Раймон Радіге
- Жан Жене
- Едгар Берроуз (Тарзан)

### Твори
- Хто ти? (1976)
- І зараз, і завжди (1981)
- Кольорові мелодії (1984)
- Кава з Матагальпи (1985)
- Великий і малий (1986)
- Шабля і Стріла (1990)
- Химера (1992)
- Блакитне сонце (1996)
- Те, що на споді (1998)
- Двері в… (1999)
- Озерний вітер (2000)
- Інший бік місяця (2000)
- Інше небо (2001)
- Одісей, батько Ікара (2001)
- Вони кажуть (2002)
- Час прекрасний (2002)
- Таксі блюз (2003)
- Окружна дорога (2004)
- Заборонені ігри (2005)
- Паморочливий запах джунглів (2005)
- Хулігани (2006)
- Кама Сутра (зібрання творів) (2007)
- Не наступайте на любов (збірка віршів) (2007)
- Анатомія гріха (2008)
- Просто любити (2008)

### Літературознавчі дослідження
- Самотнє покоління.
- На шляху до нової свідомості.
- Сучасна латиноамериканська проза. — К.: Наукова думка, 1978. — 277 с.